# La Rinconada (Peru)
La Rinconada je město v jihovýchodní části Peru. Nachází se v Andách ve výšce 5100 m. n. m. a je tak nejvýše položeným trvale osídleným městem na světě. U města se nachází zlatý důl, což mělo za následek vrůstající populaci. Původně šlo o malé zlatokopecké sídlo, v letech 2001 až 2009 však díky stoupající ceně zlata vzrostla populace na 30 000 obyvatel.